# Wilhelm Ostermann (pedagog)
Wilhelm Ostermann, född den 29 januari 1850 i Prezelle i Hannover,  död 31 januari 1922, var en tysk skolman och pedagogisk författare. 
Ostermann, som från 1900 var Provinzialschulrat i Breslau, utgav bland annat Das Interesse (1895; 3:e upplagan 1912), Pädagogisches Lesebuch für Lehrer und Lehrerseminare (2:a upplagan 1901, 4:e upplagan 1910), Die hauptsächlichsten Irrtümer der Herbartschen Psychologie und ihre pädagogischen Konsequenzen (2:a upplagan 1894, 3:e upplagan 1908) samt tillsammans med Ludwig Wegener Lehrbuch der Pädagogik (2 band, 1882-83; 12:e upplagan 1902) och Leitfaden der Pädagogik (1908 ff.).